# New Fairview (Texas)
New Fairview es una ciudad ubicada en el condado de Wise en el estado estadounidense de Texas. En el Censo de 2010 tenía una población de 1.258 habitantes y una densidad poblacional de 31,31 personas por km².

## Geografía
New Fairview se encuentra ubicada en las coordenadas 33°6′36″N 97°27′27″O / 33.11000, -97.45750. Según la Oficina del Censo de los Estados Unidos, New Fairview tiene una superficie total de 40.18 km², de la cual 40.18 km² corresponden a tierra firme y (0%) 0 km² es agua.

## Demografía
Según el censo de 2010, había 1.258 personas residiendo en New Fairview. La densidad de población era de 31,31 hab./km². De los 1.258 habitantes, New Fairview estaba compuesto por el 85.69% blancos, el 0.72% eran afroamericanos, el 2.31% eran amerindios, el 0% eran asiáticos, el 0% eran isleños del Pacífico, el 5.96% eran de otras razas y el 5.33% pertenecían a dos o más razas. Del total de la población el 17.33% eran hispanos o latinos de cualquier raza.